# ヴィクター・アンブロス
ヴィクター・ロバート・アンブロス（Victor Robert Ambros, 1953年12月1日 - ）は、アメリカ合衆国の発生生物学者。マサチューセッツ大学メディカルスクール教授。2024年にゲイリー・ラヴカンとともにノーベル生理学・医学賞を受賞した。

## 来歴

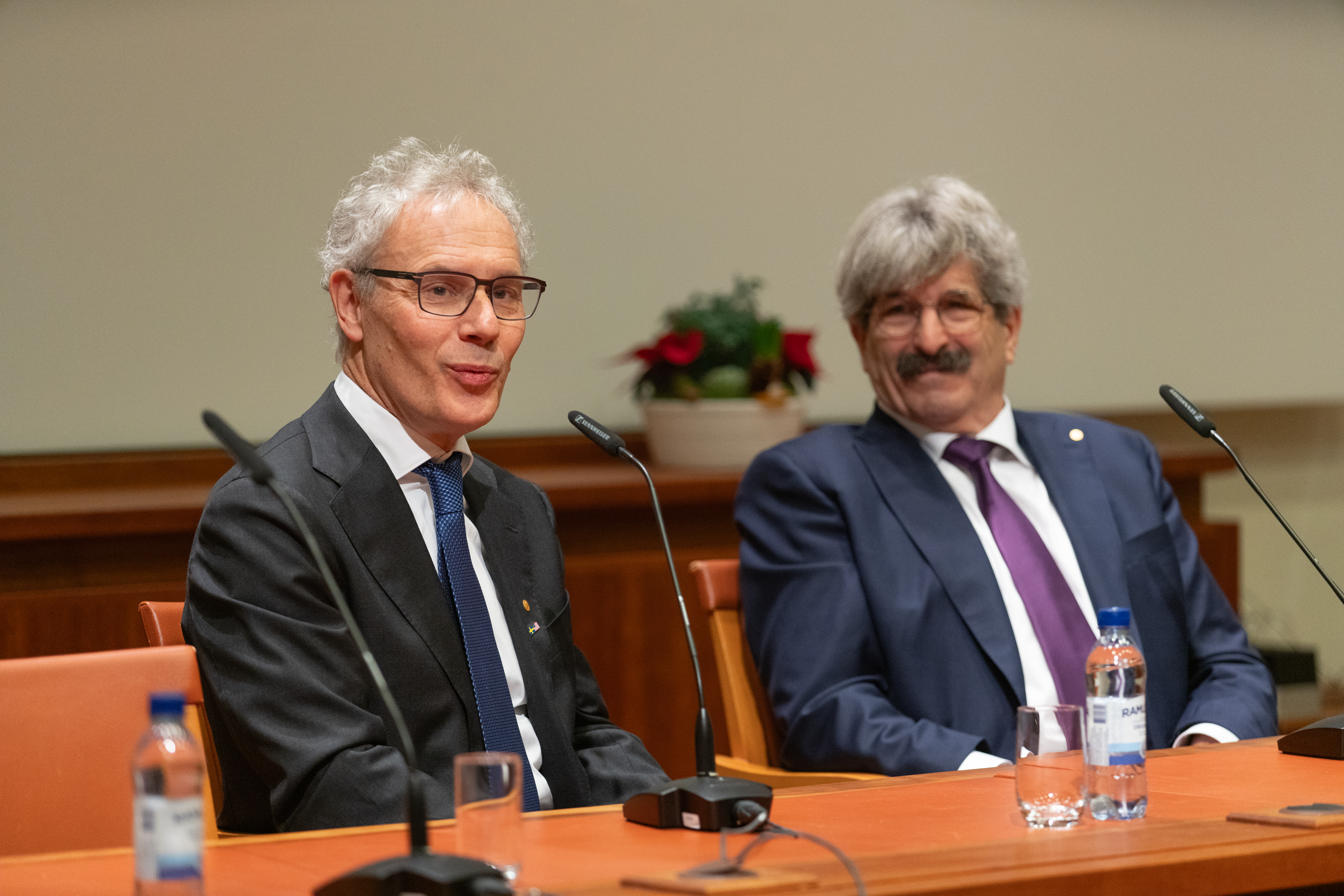
ラヴカンとともに、2024年ストックホルムにて

ニューハンプシャー州ハノーバー生まれ。ヴァーモント州ハートランドで育った。1975年にマサチューセッツ工科大学を卒業後、1979年に同大学院でデビッド・ボルティモアの指導の下、Ph.Dを取得し、ロバート・ホロビッツ研究室でポスドクとなった。1984年にハーバード大学教授に就任し、1992年にダートマス大学に移籍。1993年に線虫の遺伝子からmiRNA（lin-4、let-7）を相次いで発見した。

## 受賞歴
- 2002年 ニューカム・クリーブランド賞
- 2004年 ローゼンスティール賞
- 2006年 アメリカ遺伝学会メダル
- 2008年 ガードナー国際賞
- 2008年 ベンジャミン・フランクリン・メダル
- 2008年 アルバート・ラスカー基礎医学研究賞
- 2008年 トムソン・ロイター引用栄誉賞
- 2008年 ウォーレン賞
- 2009年 ルイザ・グロス・ホロウィッツ賞
- 2009年 ディクソン賞 医学部門
- 2009年 マスリー賞
- 2012年 国際ポール・ヤンセン生物医学研究賞
- 2013年 慶應医学賞
- 2014年 ウルフ賞医学部門
- 2014年 グルーバー賞 遺伝学部門
- 2015年 生命科学ブレイクスルー賞
- 2016年 発生生物学マーチ・オブ・ダイムズ賞
- 2024年 ノーベル生理学・医学賞[1]